# Értékalapú befektetés
Értékalapú befektetés alatt Benjamin Graham közgazdász elvei szerint kezelt tőkepiaci, főleg részvény- és kötvénybefektetéseket értünk. Graham az 1934-ben megjelent Security Analysis, valamint az 1949-ben publikált Intelligens Befektető c. könyveiben összegezte kutatásait és tapasztalatait. Eszerint az értékalapú befektető az üzletember szemszögéből vizsgálja a részvényeket, így azokat minden esetben üzletrésznek tekinti. Az üzletrésznek pedig az üzleti értékét (vagy "mögöttes értékét") igyekszik minél alaposabban felmérni, elsősorban számviteli adatokra építve. Graham a kutatásai alapján biztonsági szabályokat határozott meg a tőkepiacokon jelen lévő kockázatok kezelésére.

## Értékalapú befektetési alapelvek
Graham szerint a befektetési művelet "mélyreható elemzés alapján a befektetett tőke biztonságát és megfelelő hozamát ígéri". Szabályai tartalmaznak pozitív (azaz "mit keresünk"), illetve negatív megközelítéseket ("mit kell elkerülnünk"). A megfelelő befektetési portfóliót alapesetben 50%-ban részvények, és 50%-ban kötvények alkotják, melyek hosszútávú piaci trendektől, valamint a kockázatvállalási hajlandóságtól függően 25-75%-os irányban tolhatóak el valamelyik irányba.
A kötvényeket illetően kizárólag kiváló besorolású értékpapírokat javasol, bóvli kötvényeket csakis széles körű diverzifikáció mellett tart megengedhetőnek, ez utóbbiakat pedig elsősorban bóvlikötvény alapok képesek nyújtani.
Részvényportfóliónak, amennyiben a befektető megelégszik az index hozamával (kb. 9% évesítve), a részvényindex követését ajánlja. A részvényindex előre meghatározott szabályok szerint összeállított részvényportfóliót jelent, amely teljesítményére legkönnyebben indexkövető befektetési alap birtoklásával tehetünk szert. Kimutatta, hogy az indexkövetés tekinthető a legjobb hozamú passzív befektetésnek, amelynél magasabb hozam még aktív befektetési politikával sem garantált. Az értékalapú befektető 10-20, akár 50-100-féle vállalatba fektet, és a részvények kiválasztása előtt 5-10 évre visszamenőleg a számviteli adatok vizsgálata szükséges. A számviteli adatok a vállalatok éves, és évközi jelentéseiben hozzáférhetőek. A befektetés biztonságát növeli, tehát előny, ha a vállalat: érett, vagyis megszokott ügyfélkörrel és hosszú múlttal rendelkezik; rendszeres osztalékot fizet; összes kötelezettsége kezelhető mértékű a saját tőkéhez képest (illetve ha a működési eredmény többszöröse a kamatkiadásoknak); ügyfelei között nincs egyetlen nagy szereplő (jellemzően ilyen ügyfél az állam); bevételi sorai kiegyensúlyozottak; kapitalizációja minél kisebb a saját tőkéjéhez képest.
Az értékalapú befektető a vállalat résztulajdonosa, ezért speciális eseteket kivéve (pl. felvásárlás) kerüli az úgynevezett bóvli részvényeket. Nem tekinti biztonságosnak, ezért szintén kerüli az úgynevezett növekedési vállalatokat, melyek óriási adósság felvállalásával fedezik gyors növekedésüket. A vállalat piaci értéke hosszútávon tükrözi a vállalat teljesítményét, azaz a részvény árfolyama hosszútávon tükrözi az egy részvényre jutó nyereség és saját tőke alakulását. Ennek fényében alapelv a hosszútávú gondolkodás is: a befektető kizárólag olyan tőkét fektet be, melyet legalább 5 évig, vagy akár élethosszig hajlandó nélkülözni. Ez kizárja a hitelből történő befektetést is.

## Hatása, befolyása
Graham hatását, illetve elveinek pénzben, hozamban mérhető eredményét legszemléletesebben az a beszéd mutatta be, melyet Warren Buffett tartott a Security Analysis megjelenésének 50. évfordulója alkalmából. A beszédből később megírta a "Graham- és Doddfalva szuperbefektetői" c. átiratot. A Graham-Newman társaságnál 1954-56 között 4-en dolgoztak, ebből hármuk későbbi eredményei követhetőek és bizonyíthatóak. Mindhárman tartósan felülteljesítették a részvényindexeket, és ez kiváló teljesítménynek számít.
Walter J. Schloss 1956-1984 között vezette a WJS alapot, amely az S&P500 részvényindex éves 8,4%-os növekedésével szemben 21,3%-os éves hozamot ért el. Schloss igen széleskörűen diverzifikált, és az értékalapú stratégián belül saját tőke orientált volt. Elsődlegesnek tartotta, hogy a megvásárolandó részvény piaci árfolyama legfeljebb 50-70%-a legyen az egy részvényre jutó saját tőkének.
Tom Knapp tevékenységét a Tweedy, Brown Partners adataiban láthatjuk. 1968-1983 között az S&P500 7%-os átlaghozamához képest 20%-átlaghozamot produkált.
A harmadik dolgozó maga Warren Buffett volt, aki a Buffett Partnershipen keresztül évi 29,5% hozamot ért el a Dow Jones index 7,5%-ával szemben.
A Berkshire Hathaway későbbi alelnöke, Charles T. Munger a Dow Jones index 5%-ához képest 19,8% hozamot ért el 1962-1975-ig. Munger fókuszált stratégiát követett, sokkal kevésbé diverzifikált, mint Schloss. Nyereség orientáltan választotta ki befektetéseit, azaz elsődleges szempont nem a saját tőke és a piaci érték viszonya, hanem a kiemelkedő saját tőke arányos megtérülés volt.
Benjamin Graham és a fenti három személy eredményei cáfolják a modern portfólióelmélet azon állítását, miszerint a piacok mindig hatékonyak, és azok felülteljesítése hosszútávon nem lehetséges. Warren Buffett szerint piacok nem mindig, hanem csupán gyakran hatékonyak, illetve nem rövid-, hanem csak hosszútávon (5-10 év felett) azok.